# Missões diplomáticas de São Tomé e Príncipe

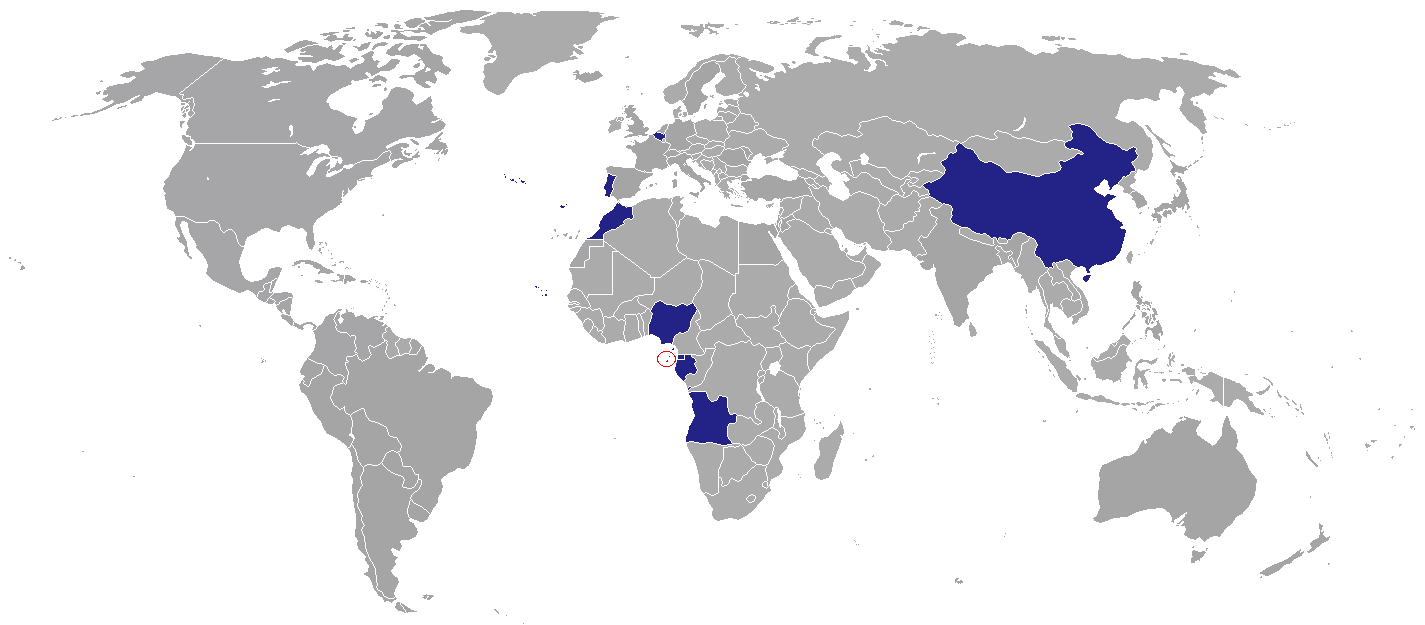
Missões diplomáticas de São Tomé e Príncipe.

Abaixo se encontra as embaixadas e consulados de São Tomé e Príncipe:

## África
- Angola
  - Luanda (Embaixada)
- Cabo Verde
  - Praia (Embaixada)
- Gabão
  - Libreville (Embaixada)
- Guiné Equatorial
  - Malabo (Embaixada)
- Marrocos
  - Rabat (Embaixada)
  - El Aiune (Consulado-Geral)
- Nigéria
  - Abuja (Embaixada)

## Ásia
- China
  - Pequim (Embaixada)

## Europa
- Bélgica
  - Bruxelas (Embaixada)
- Portugal
  - Lisboa (Embaixada)

## Organizações multilaterais
- Adis Abeba (Missão permanente junto da União Africana)
- Lisboa (Missão permanente junto da Comunidade dos Países de Língua Portuguesa)
- Nova Iorque (Missão permanente junto das Nações Unidas)

## Galeria

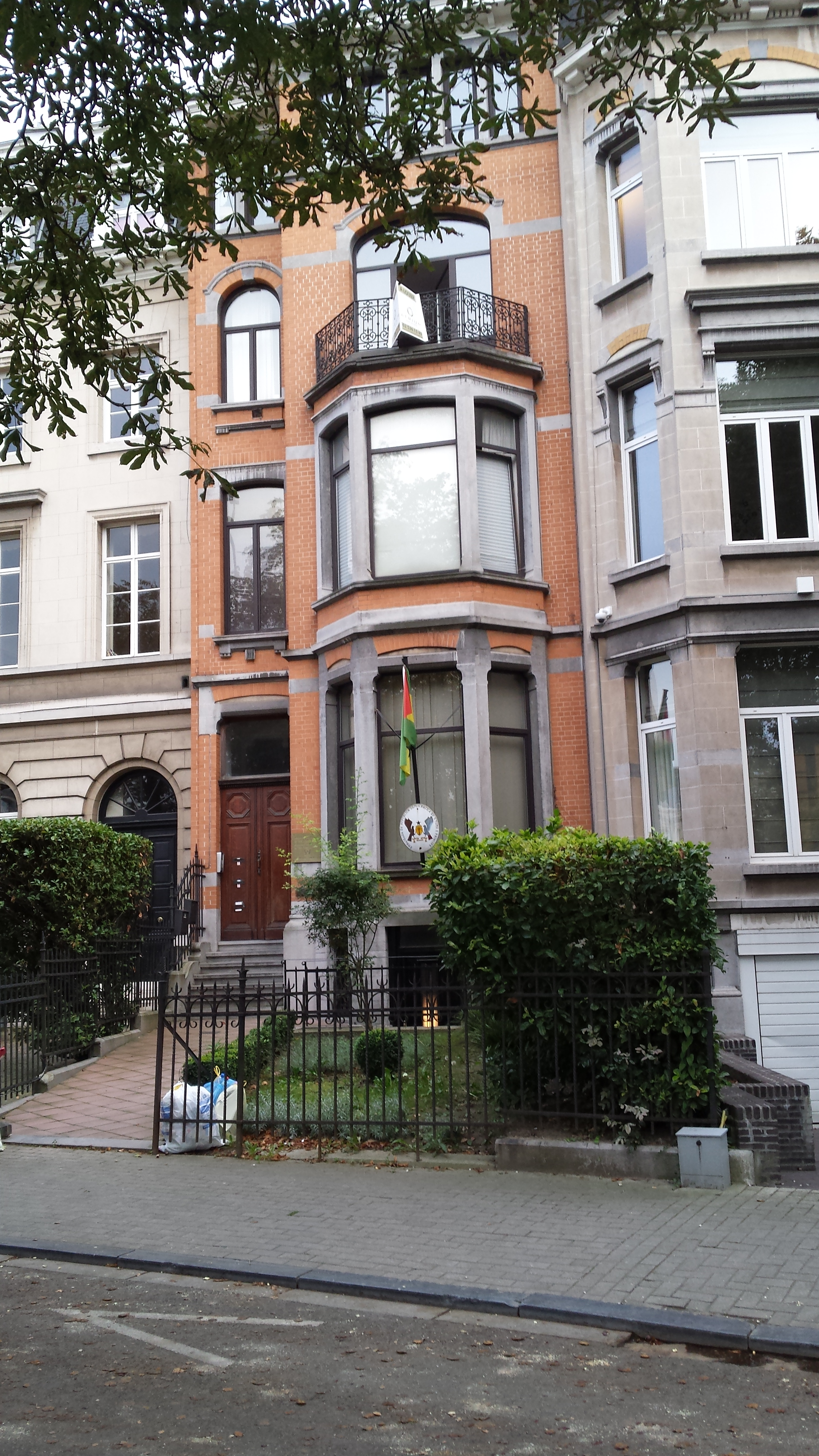
Embaixada em Bruxelas
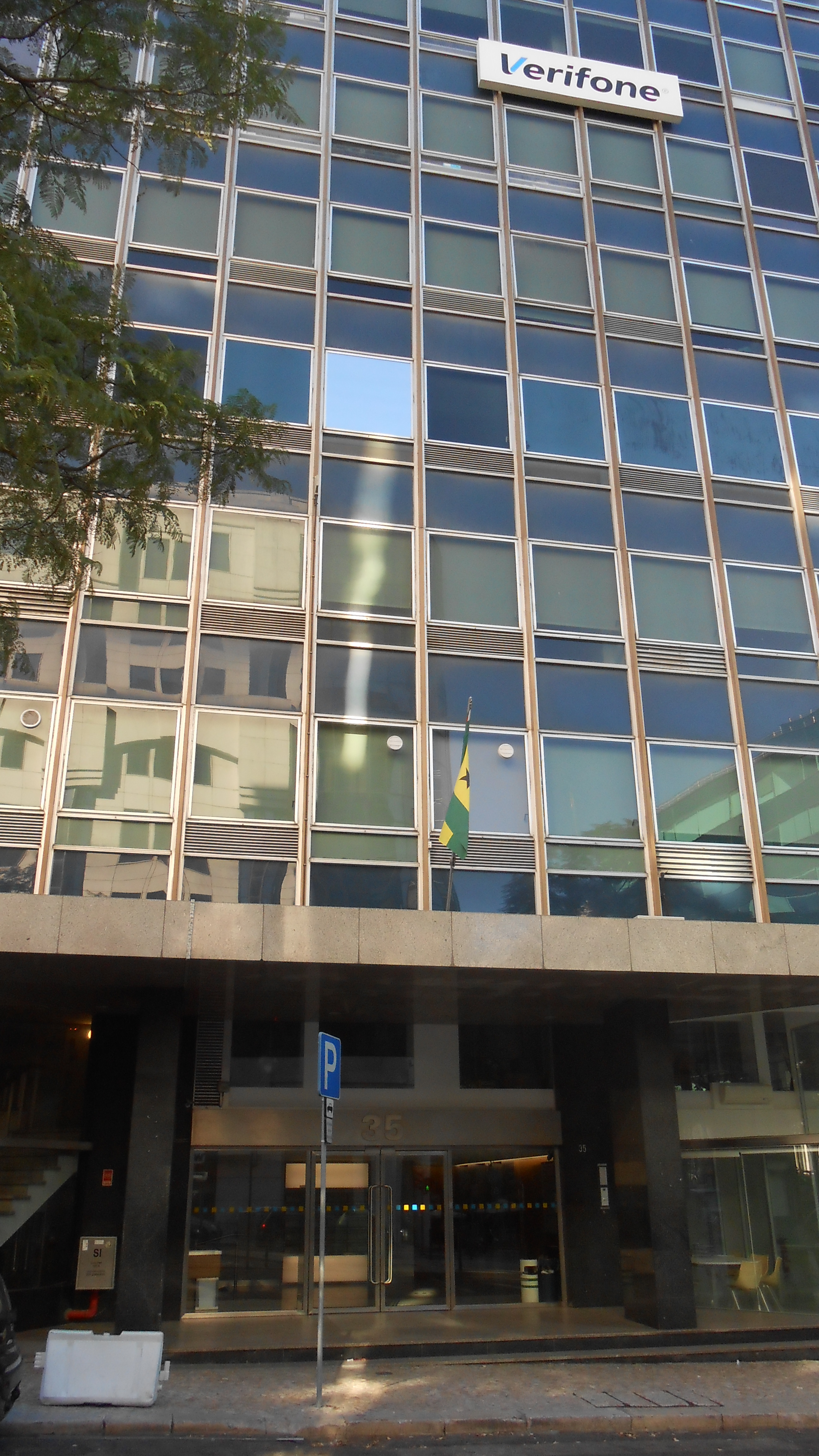
Embaixada em Lisboa

## Ligações Externas
- Consulado honorario de São Tomé e Príncipe